# Therese Tietjens

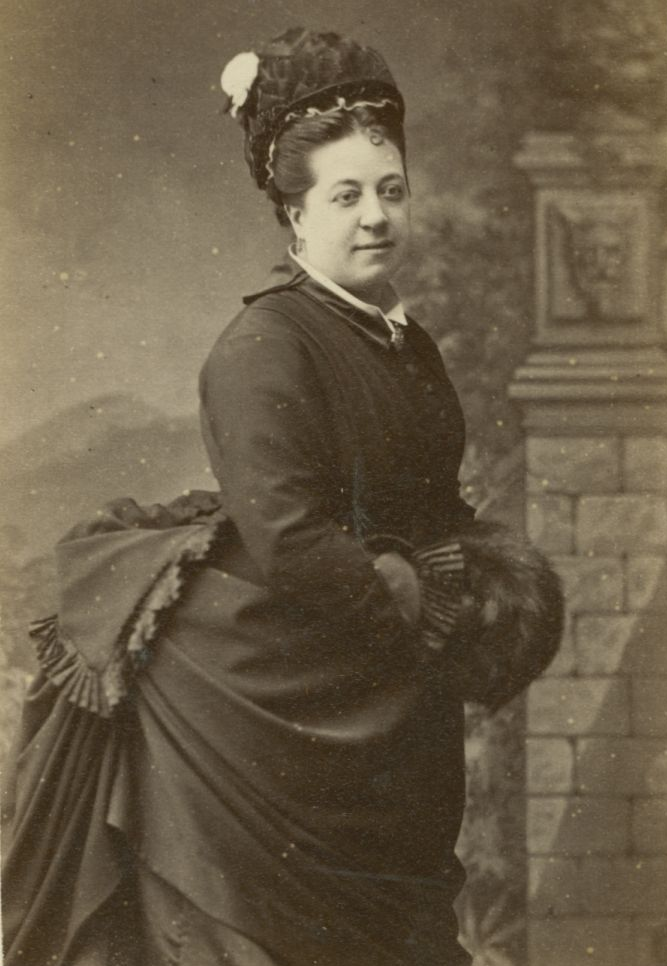
Thérèse Tietjens, stehend.

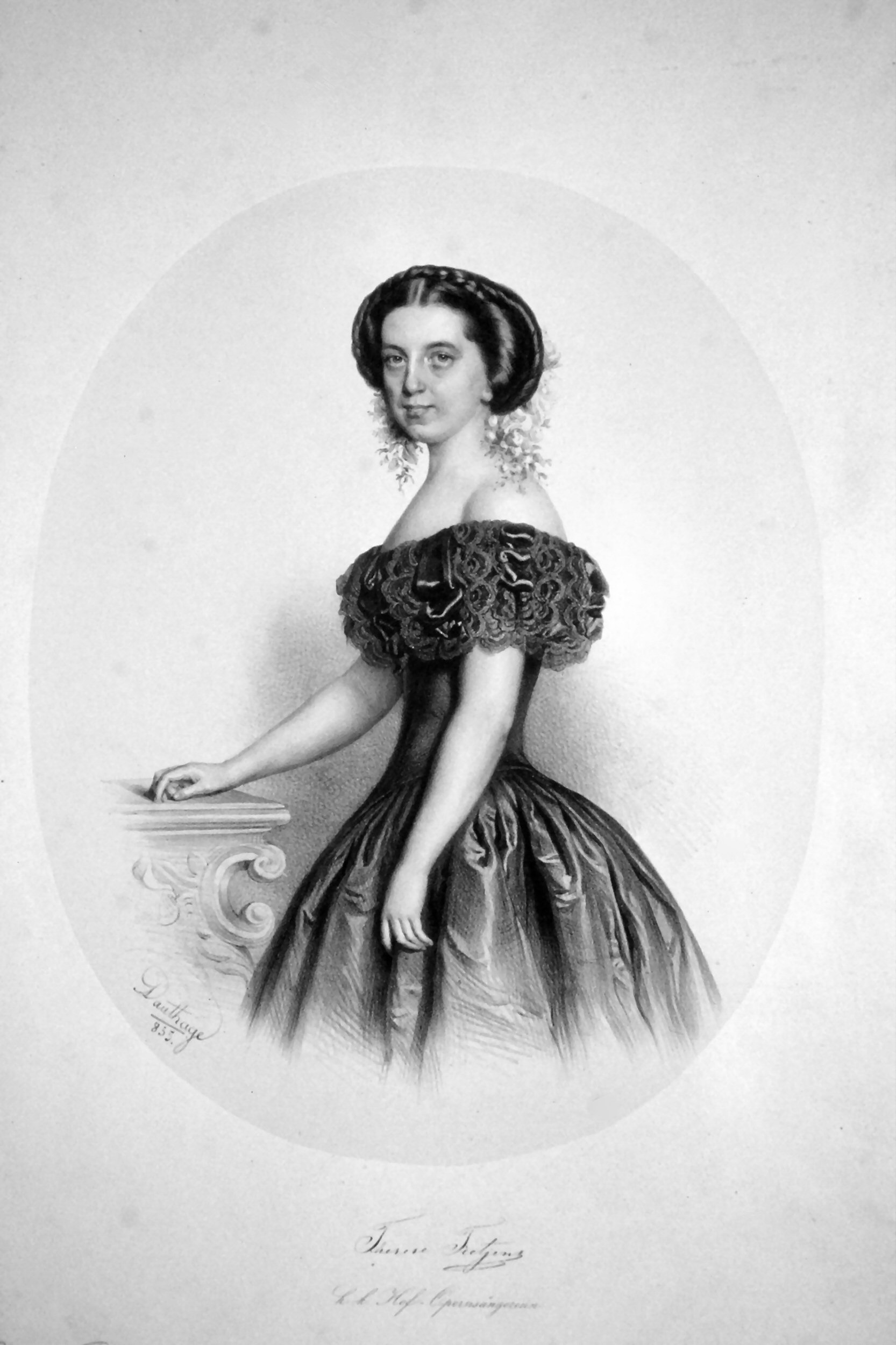
Therese Tietjens, Lithographie von Adolf Dauthage, 1855

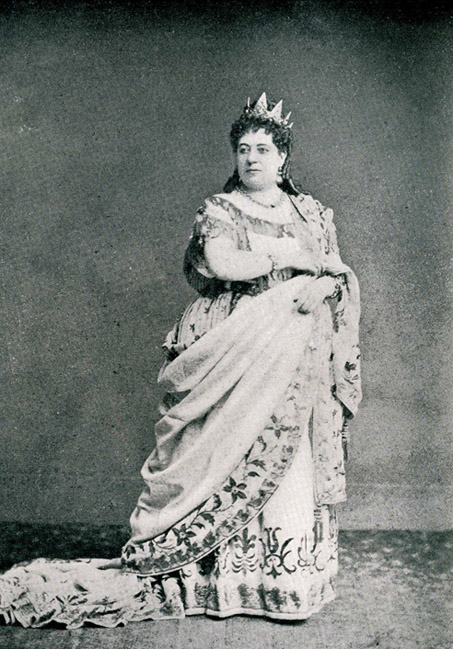
Therese Tietjens als Lucrezia Borgia um 1870

Therese Catherine Johanna Tietjens (auch Tietiens; * 17. Juli 1831 in Hamburg; † 3. Oktober 1877 in London) war eine deutsche Opernsängerin (Sopran) und Gesangspädagogin.

## Leben
Therese Tietjens erhielt ihre Gesangsausbildung in Hamburg, wo sie 1848 am Altonaer Stadttheater ihr Debüt als Erma in Le Macon gab und im Jahr darauf die Titelrolle in Donizettis Oper Lucrezia Borgia sang. Ihre weiteren Engagements führten sie 1850 nach Frankfurt am Main, 1851 nach Brünn und 1853 als Mitglied des Kärntnertortheaters nach Wien, wo sie zunächst die Pamina in Mozarts Zauberflöte sang.
Im Jahr 1858 kam sie als Primadonna der Italienischen Oper nach London, wo sie ihr Debüt als Valentine in Les Huguenots gab. Hier feierte sie so große Erfolge, so dass sie England zu ihrer zweiten Heimat machte und am Königlichen Theater (Her Majesty’s Theatre) und an der Covent Garden Opera sang. Zudem gastierte sie häufig in den USA, in Spanien, in Italien, in Frankreich und auch in Deutschland (Berlin, Köln, Hamburg).
Am 2. April 1869 entging Tietjens nur knapp dem Tod, als bei einer Fahrt durch den Hyde Park die Kutschstange ihrer Kutsche brach und die Pferde unkontrollierbar wurden. Ihrem Kutscher William Drake gelang es trotzdem, die Kutsche zum Stehen zu bringen. Er zog sich dabei allerdings eine schwere Beinverletzung zu und starb sechs Tage später. An ihn erinnert heute eine Gedenktafel auf dem Memorial to Heroic Self-Sacrifice im Postman’s Park. Tietjens wird auf der Tafel nicht namentlich genannt, sondern lediglich als Lady bezeichnet.
Therese Tietjens starb am 3. Oktober 1877 in London an einem Krebsleiden und wurde auf dem Londoner Kensal Green Friedhof begraben.

## Schüler
- Mathilde Bauermeister